# 迷宮塔路レガシスタ
『迷宮塔路レガシスタ』（めいきゅうとうろレガシスタ）は、日本一ソフトウェアより2012年3月15日に発売されたPlayStation 3用ゲーム。
『クラシックダンジョン』と同じスタッフにより開発されており、「『クラシックダンジョン』でできなかったことをする」という思想の元設計されている。

## あらすじ
科学が「魔法」として認識された時代のこと、古代の科学研究施設「レイヤード」は「呪われたツタの塔」として、人々に知られていた。その塔にのこされた魔法で石化した妹を元に戻せると考えた青年・アルト・スレイターは足を踏み入れた。

## 登場人物
アルト・ストレイター
声 - 市来光弘
主人公。青っぽい髪色に赤い瞳をもつ、探検家の青年。年齢は17歳。
メリーゼ
声 - 茅野愛衣
古代の科学技術によって誕生した"古代兵器"。アルトと接触したことにより目覚めたが、自分の能力に関する記憶が抜け落ちている。
ダンジョンさん
声 - 相沢舞
ツタの塔ことレイヤードを管理するアンドロイド。塔を訪れた者に食事などをふるまっている。鍵穴のついた大きな帽子をかぶっている。正式名称はT48R-β。
マリ・ストレイター
声 - 徳井青空
アルトの妹。現在は呪いで石化しているが、かつては優しくて世話好きな少女だった。
モヤシー
声 - 中本順久
ダンジョンさんによる品種改良で生まれたモヤシのクリーチャー。人間との意思の疎通が可能。様々な個体がおり、顔に髭の生えたものもいる。
モヤピー
声 - 東城日沙子
モヤシーのメス個体。アルトに対して献身的に接する。
レイナ・ミンデル
声 - 根谷美智子
アルトが訪ねた「ツタの塔」の住人の女盗賊。年齢は謎だらけである。既に他界したはずのレイナであったが、現在は約200年前に生きている。両親が大事にしてくれたアルトのペンダントを狙っている。
シャウト
声 - 安元洋貴
「ツタの塔」の住人で、片言で喋る黒い機械型の古代兵器。元々レイナの今は亡き夫のルシウスがレイナによってジャンクパーツに組み合わせたことで復元・カスタマイズした。なお、見た目もルシウスと声が異なる。レイナと同じく、両親が大事にしてくれたアルトのペンダントを狙っている。
フォルクス・ザイード
声 - 子安武人
正義感が強いが、ヘタレな盗賊。逃げ足は速い。
ミミリィ・バハムート
声 - 喜多村英梨
ドラゴンと人間のハーフで、額に生えた2本の角が特徴。見た目は変わっているが、天真爛漫な性格。